# Eotrama luppovae
Eotrama luppovae är en insektsart. Eotrama luppovae ingår i släktet Eotrama och familjen långrörsbladlöss. Inga underarter finns listade i Catalogue of Life.